# Armand Miehe
Armand Fredric Edmond Miehe, född 19 november 1921 i Roskilde, död 20 februari 2008 i Ronneby, var en dansk skådespelare, komiker, regissör och clown.
Armand Miehe var född i Danmark och son till clownen August Miehe. I Danmark medverkade han i filmerna Gøngehøvdingen (1961) och Mennesker mødes og sød musik opstår i hjertet (1967). Han uppträdde även som Pierrot på Tivoli och arbetade under två år som partner till den berömda clownen Charlie Rivel.
Armand Miehe bosatte sig i Sverige 1969 och började med att sätta upp den klassiska Pantomimteatern från Tivoli i Köpenhamn på Uppsala stadsteater. Dessa filmades av SVT och sändes som barnproduktion i TV2 i tio halvtimmes avsnitt
1977–1978 turnerade Armand Miehe som clown med Cirkus Schumann i Danmark i sin fars anda. 
1981 och 1982 satte Armand Miehe upp två nyårsrevyer i Nyköping, i vilka han arbetar tillsammans med Charlie Rivels son Charlie Rivel Jr.
1985 flyttade Miehe till Blekinge där han på Blekinge läns landstings teater satte upp sin pjäs August och Clownen, i vilken han spelade med sin son Max Michelson i över 80 föreställningar. 
1988 övergick Armand Miehe till egen verksamhet och satte upp August o Clownen 2 som spelades med hans livskamrat och sambo Eda Michelson (1942-2006).
Foton, rekvisita, affischer och kostymer från Armand Miehes karriär finns bevarade på cirkusmuseet i Rold på Jylland.

## Filmografi (urval)
- 1967 – Människor möts och ljuv musik uppstår i hjärtat